# Don Blackburn
John Donald Blackburn (Kirkland Lake, 14 maggio 1938 – Sarasota, 17 febbraio 2023) è stato un hockeista su ghiaccio e allenatore di hockey su ghiaccio canadese che nel corso della carriera ha militato e allenato nella National Hockey League.

## Carriera

### Giocatore
Blackburn iniziò a giocare a hockey nella Ontario Hockey Association vestendo per due stagioni la maglia degli Hamilton Tiger Cubs. Nel 1958 debuttò fra i professionisti andando a giocare nella Western Hockey League con i Victoria Cougars.
Nel 1960 entrò invece a far parte dell'organizzazione dei Boston Bruins, franchigia con cui fece il proprio esordio in National Hockey League giocando solo 6 partite. Blackburn giocò soprattutto con i Kingston Frontenacs, farm team della EPHL. Nelle stagioni successive trovò spazio in American Hockey League giocando per quattro anni con i Quebec Aces e i Rochester Americans
Rimasto senza contratto nel 1967 Blackburn fu scelto durante l'NHL Expansion Draft dai Philadelphia Flyers, una delle sei nuove franchigie iscritte alla NHL. Nella stagione 1967-68 riuscì a mantenere un posto da titolare in prima squadra, ma già l'anno successivo fu mandato in prestito in AHL presso i Baltimore Clippers. Dopo l'esperienza ai Flyers si trasferì ai New York Rangers, tuttavia rimase ancora in AHL vincendo una Calder Cup con i Buffalo Bisons nella stagione 1969-1970.
Nel campionato 1971-1972 disputato con i Providence Reds riuscì a vincere il John B. Sollenberger Trophy come miglior cannoniere della lega con 99 punti in 76 gare di stagione regolare. L'ultima sua esperienza in NHL fu la stagione 1972-73 disputata con i New York Islanders e i Minnesota North Stars. Concluse la propria carriera nella World Hockey Association giocando per tre stagioni con i New England Whalers.

### Allenatore
Nel corso della stagione 1975-1976 Blackburn che allora militava proprio nei Whalers fu scelto come allenatore ad interim della squadra. Rimase all'interno dell'organizzazione della franchigia di Hartford come vice prima di ritornare alla guida nella stagione 1978-1979, l'ultima in WHA prima del trasferimento in NHL. Blackburn fu il primo coach dei nuovi Hartford Whalers prima di essere esonerato nell'autunno del 1980.

## Palmarès

### Club
- Calder Cup: 1

Buffalo: 1969-1970

### Individuale
- John B. Sollenberger Trophy: 1

1971-1972 (99 punti)
- AHL First All-Star Team: 1

1970-1971
- AHL Second All-Star Team: 2

1969-1970, 1971-1972